# Textron
Textron, «Текстрон» — американский промышленный конгломерат, в который входят такие компании как Bell Helicopter, Beechcraft, Cessna, Greenlee (англ.) и другие. Штаб-квартира Textron расположена в городе Провиденс, Род-Айленд, США.
С общим объёмом продаж 12,4 млрд долларов компания на 2022 год занимала 302-е место в списке Fortune 500 крупнейших компаний США.

## История
Компания была основана в 1923 году в Бостоне Роялом Литтлом (англ.) под названием Special Yarns Company («Компания специализированной пряжи»). Роял Литтл был сторонником идеи, что компания должна быть многопрофильной, чтобы избежать крупных убытков, связанных с цикличностью спроса на определённый вид продукции. В 1945 году компания сменила название на Textron (от слова «текстиль»), к этому времени она занялась производством синтетических тканей. К середине 1950-х годов компания Литтла достаточно окрепла, чтобы начать серию поглощений. Первым приобретением стала компания American Woolen в 1955 году, за ним последовала поглощение компаний Homelite, Camcar и CWC.
Авиастроительное подразделение начало формироваться в 1960 году с покупки производителя вертолётов Bell Aircraft. В том же году был куплен производитель машин для гольфа E-Z-Go. В 1962 году Роял Литтл ушёл из Textron, а в 1963 году были проданы последние активы, связанные с текстильной промышленностью. С 1962 по 1968 год компанию возглавлял Руперт Томпсон (Rupert Thompson), а с 1968 года — Уильям Миллер. За годы его правления было предпринято несколько попыток поглотить крупную корпорацию (United Fruit, Kendall Company, Lockheed Corporation), все они закончились неудачей, однако Textron продолжала расти за счёт приобретения небольших производителей потребительских и промышленных товаров, а также финансовых и страховых компаний. Миллер покинул компанию в 1977 году, чтобы возглавить Федеральную резервную систему.
В 1985 году была куплена компания Avco; она была основана в 1929 году под названием Aviation Corporation и управляла несколькими авиакомпаниями, включая American Airlines, после Второй мировой войны переключилась на производство сельскохозяйственной техники, а на момент поглощения предоставляла финансовые и страховые услуги. В 1989 году выручка Textron составила 7,4 млрд долларов. В 1992 году за 605 млн долларов была куплена компания Cessna, производитель частных одномоторных самолётов. В 2014 году за 1,4 млрд долларов была куплена авиастроительная компания Beechcraft.

## Собственники и руководство
Акции компании котируются на Нью-Йоркской фондовой бирже и входят в биржевой индекс S&P 500.
Скотт Доннелли (Scott C. Donnelly, род. в 1961 году) — председатель совета директоров, президент и главный исполнительный директор с 2010 года, в компании с 2008 года. Ранее, с 1989 года, работал в General Electric.

## Деятельность
Выручка за 2021 год составила 12,4 млрд долларов, из них 26 % пришлось на заказы Правительства США. В целом на США пришлось 69 % выручки, на Европу — 11 %, на Азию и Австралию — 9 %.
Подразделения по состоянию на 2021 год:
- Textron Aviation — производство бизнес-джетов, турбореактивных и специализированных военных самолётов, а также их обслуживание; подразделение включает дочерние компании Beechcraft и Cessna; 37 % выручки.
- Bell — производство и обслуживание вертолётов; включает дочерние компании Bell Helicopter Textron, AVX Aircraft (вертолёты AR40[7], CCH[8]); 27 % выручки.
- Industrial — производство топливных систем (Kautex), рекреационных автомобилей (машин для гольфа и др., E-Z-Go), транспорта для аэропортов, профессиональных газонокосилок; 25 % выручки.
- Textron Systems — производство оборонной продукции, включая беспилотники, авиационные двигатели (Lycoming Engines), электронику, бронетехнику и военные корабли; 10 % выручки.
- Finance — финансовые услуги через дочернюю компанию Textron Financial Corporation, включая авиационный лизинг и кредитование покупки продукции; 1 % выручки.